# Ettlingen
Ettlingen är en stad i Landkreis Karlsruhe i regionen Mittlerer Oberrhein i Regierungsbezirk Karlsruhe i förbundslandet Baden-Württemberg i Tyskland, 8 kilometer söder om Karlsruhe. Ettlingen, som ligger vid den norra kanten av Schwarzwald, har cirka 40 000 invånare.
Staden var ursprungligen ett romerskt fort, och omnämns under medeltiden första gången 788. 1227 erhöll den stadsrättigheter.
I slaget vid Ettlingen 9-10 juli 1796 vann fransmännen en seger över österrikarna.